# FAQ
자주 묻는 질문(Frequently asked questions, FAQ)는 질문과 대답이 나열된 것이다. 여기에는 일부 환경에서 자주 질문 받은 것과 특정한 주제에 연계되어 있다.

## 기원
이 용어는 최근에 나온 것이지만 이 FAQ 형태 자체는 꽤 오랜 것이다. 이를테면 매튜 홉킨스는 1647년에 마녀의 발견(The Discovery of Witches)이라는 책을 FAQ 형태로 썼다. 그는 이를 "Certaine Queries answered"로 소개하였다. 오래되고도 수많은 교리서들도 질문과 대답(Q&A) 형식을 취한다.
최초의 FAQ는 웹이 탄생하기 몇 해 앞선 1982년 기억 장치가 비쌌을 시기에 있었다. SPACE 메일링 리스트에서 새로운 사용자가 지난 메시지들을 ftp로 보관하였을 것으로 추측되었는데 현실적으로 이 일은 일어나지 않았다. 그 대신 메일링 리스트의 등장으로 사용자들은 단순한 대답을 얻기 위해 매우 기초적인 원래의 소스를 사용하지 않고 생각에 잠기게 하였다. "올바른" 대답을 되풀이하는 것은 따분한 일이 되었다. FAQ는 SPACE 메일링 리스트를 위한 NASA의 유진 미야(Eugene Miya)가 1983년에 개발하였다. (미야는 마크 호턴의 "18개의 질문" 글에 SPACE FAQ에 상응하는 글이 발견되었으나 FAQ라는 용어의 이름을 붙이지는 않았다.) 그 뒤 이 형식은 다른 메일링 리스트에도 채택되었다. 주 단위로 FAQ 글을 올린 첫 사람은 유즈넷의 net.graphics과 comp.graphics 뉴스그룹에서 활동하는 제프 포스칸저(Jef Poskanzer)였다. 유진 미야(Eugene Miya)는 하루 단위의 FAQ를 처음 실험하였던 사람이다. 최초의 FAQ는 잦은 되풀이로 인하여 초기에 일부 메일링 리스트 이용자들의 공격을 받았다.

## 같이 보기
- 질문
- 유즈넷